# New Year's Revolution
WWE New Year’s Revolution — это шоу по рестлингу, ежегодно проводимое с 2005 по 2007 год американским рестлинг-промоушном WWE. Шоу проводилось исключительно для рестлеров бренда Raw в течение всех трех лет. В 2008 году New Year’s Revolution было исключена из расписания, когда компания сократила количество PPV-шоу в год после прекращения проведения эксклюзивных брендовых PPV после WrestleMania 23 в апреле 2007 года.

## Время и место проведения
| № | Шоу                          | Дата          | Город                     | Арена                        | Прим.              |
| - | ---------------------------- | ------------- | ------------------------- | ---------------------------- | ------------------ |
| 1 | New Year's Revolution (2005) | 9 января 2005 | Сан-Хуан, Пуэрто-Рико     | José Miguel Agrelot Coliseum | [ 2 ] [ 3 ] [ 4 ]  |
| 2 | New Year's Revolution (2006) | 8 января 2006 | Олбани, Нью-Йорк, США     | Pepsi Arena                  | [ 5 ] [ 6 ] [ 7 ]  |
| 3 | New Year's Revolution (2007) | 7 января 2007 | Канзас-Сити, Миссури, США | Кемпер-арена                 | [ 8 ] [ 9 ] [ 10 ] |